# Бреклум
Бреклум (нем. Breklum) — община в Германии, в земле Шлезвиг-Гольштейн. 
Входит в состав района Северная Фризия. Подчиняется управлению Митлерес-Нордфрисланд.  Население составляет 2334 человека (на 31 декабря 2010 года). Занимает площадь 10,06 км².
Официальным языком в населённом пункте, помимо немецкого, является севернофризский.